# József Nagy (homme politique)
Pour les articles homonymes, voir József Nagy.
József Nagy, né le 11 mars 1968 à Dunajská Streda, est un homme politique slovaque, membre de Most-Híd.

## Biographie
Il sort de l'université d'économie de Bratislava en 1992 et, après un passage dans la fonction publique en 1996, se lance dans le monde des affaires en 1997.
En 2009, il adhère au parti Most-Híd, sous les couleurs duquel il est élu député au Conseil national de la République slovaque en 2010. Il intègre la commission parlementaire des Finances avant de devenir, le 1er novembre suivant, ministre de l'Environnement dans la coalition de centre droit d'Iveta Radičová. Il est remplacé par Peter Žiga le 4 avril 2012.
Le 24 mai 2014, il est élu député européen.